# Eugène Laermans
Eugène Laermans (Molenbeek-Saint-Jean, 22 ottobre 1864 – Bruxelles, 22 febbraio 1940) è stato un pittore belga.

## Biografia
Eugène Laermans nacque a Molenbeek-Saint-Jean, una cittadina della Regione di Bruxelles Capitale, da una famiglia della buona borghesia belga.
All'età di undici anni contrasse la meningite, che lo lasciò privo dell'udito e, parzialmente, della parola. Sin da ragazzo, quindi, percepì il mondo solo attraverso la vista e ciò lo portò in breve tempo alla decisione di dedicarsi alla pittura (1875).
Nel 1887 si iscrisse all'Accademia reale di scienze, lettere e belle arti del Belgio a Bruxelles, dove restò sino al 1889, allievo di Jean-François Portaels.
Nel 1890 Laermans era già un artista compiuto, assai influenzato dalla pittura di Félicien Rops e, in letteratura, dall'opera di Baudelaire che fece presa su di lui anche per la sua inclinazione personale al decadentismo. Quest'ultima lo spinse ad illustrare Les Fleurs du mal, con il trittico pittorico cui diede il titolo di "Perversità".
Dal 1893 nacque in lui una vena espressiva che lo portò a dipingere delle scene paesane inquietanti e al tempo stesso caricaturali, ispirandosi all'ambiente
in cui viveva. Le sue tele ricordano le opere di Bruegel il Vecchio piuttosto che i decadentisti, ed eseguì dei ritratti di lavoratori oppressi o di poveri
paesani che alcuni critici definirono appunto come "caricature inquietanti". L'anno seguente cominciò a esporre. La sua prima mostra fu al Salon della "Libre
Esthétique".

Nel 1896 illustrò La Nouvelle Carthage, una novella di Georges Eekhoud, che gli ispirò il trittico Les Émigrants, considerato il suo capolavoro. Dopo quest'opera il suo nome e le sue opere varcarono i confini del Belgio e si diffusero in Europa. Inoltre, nel 1899, venne allestita una sua retrospettiva alla
"Maison de l'Art" di Bruxelles. Nel 1922 venne eletto membro dell'"Accademia reale di scienze, lettere e belle arti del Belgio", ma solo due anni più tardi la sua vista iniziò ad indebolirsi
rapidamente, sino a fargli smettere di dipingere. Dirà di se stesso:
«Io sono moralmente morto da molto tempo. Non sono più Laermans, non riesco più a produrre nulla»
Ma contemporaneamente una grande retrospettiva gli venne dedicata dalla Galleria Giroux. 1927: muore sua madre e il re Alberto I del Belgio lo premia
nominandolo Barone. Il motto sul suo stemma nobiliare fu: "Felice chi sa vedere". 

Passarono quindi 13 anni in cui Laermans visse praticamente cieco, solo e inattivo. Si spense nel febbraio del 1940. Fu sepolto nel cimitero del suo paese natale.

## Collegamenti esterni

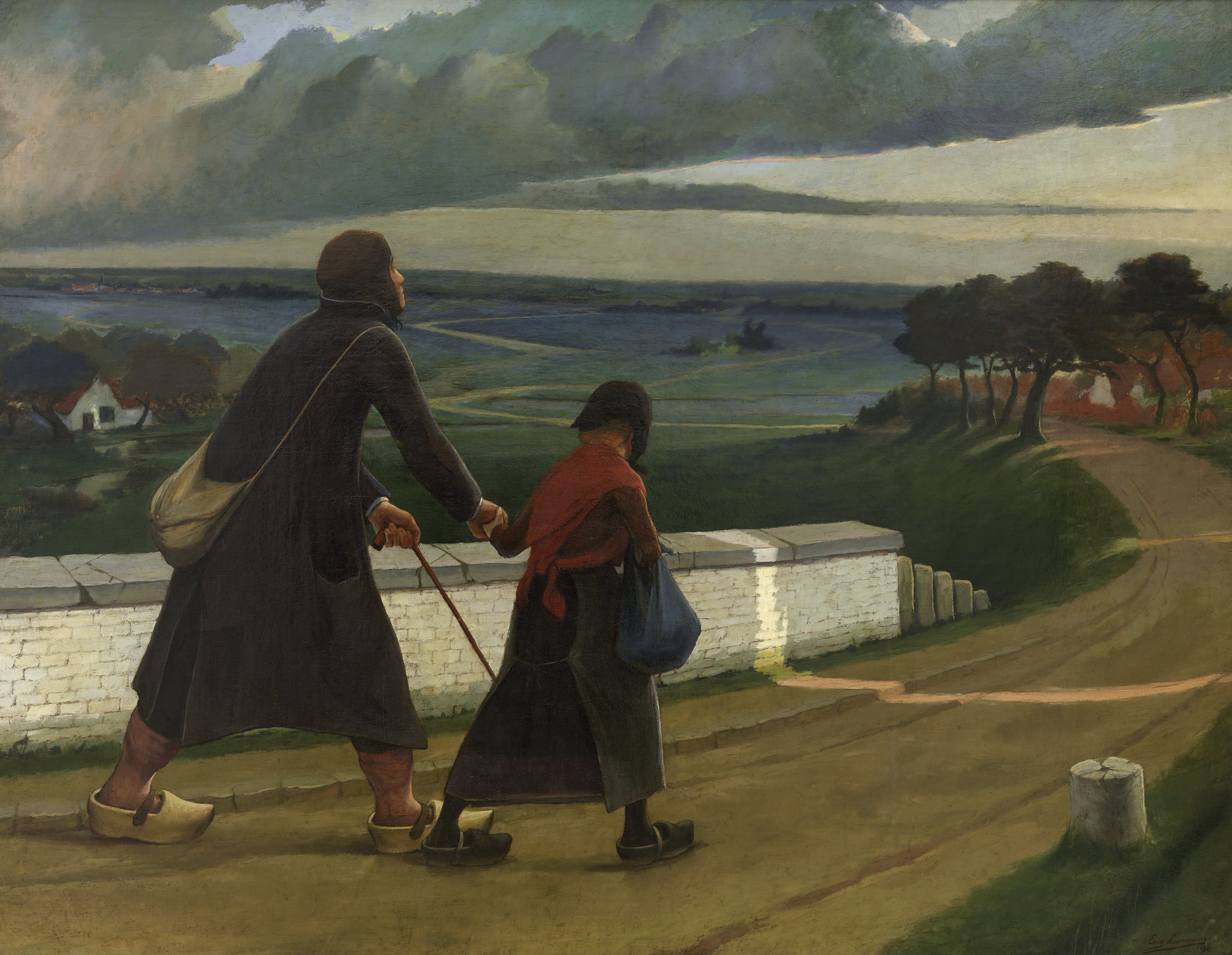
Il cieco

## L'opera

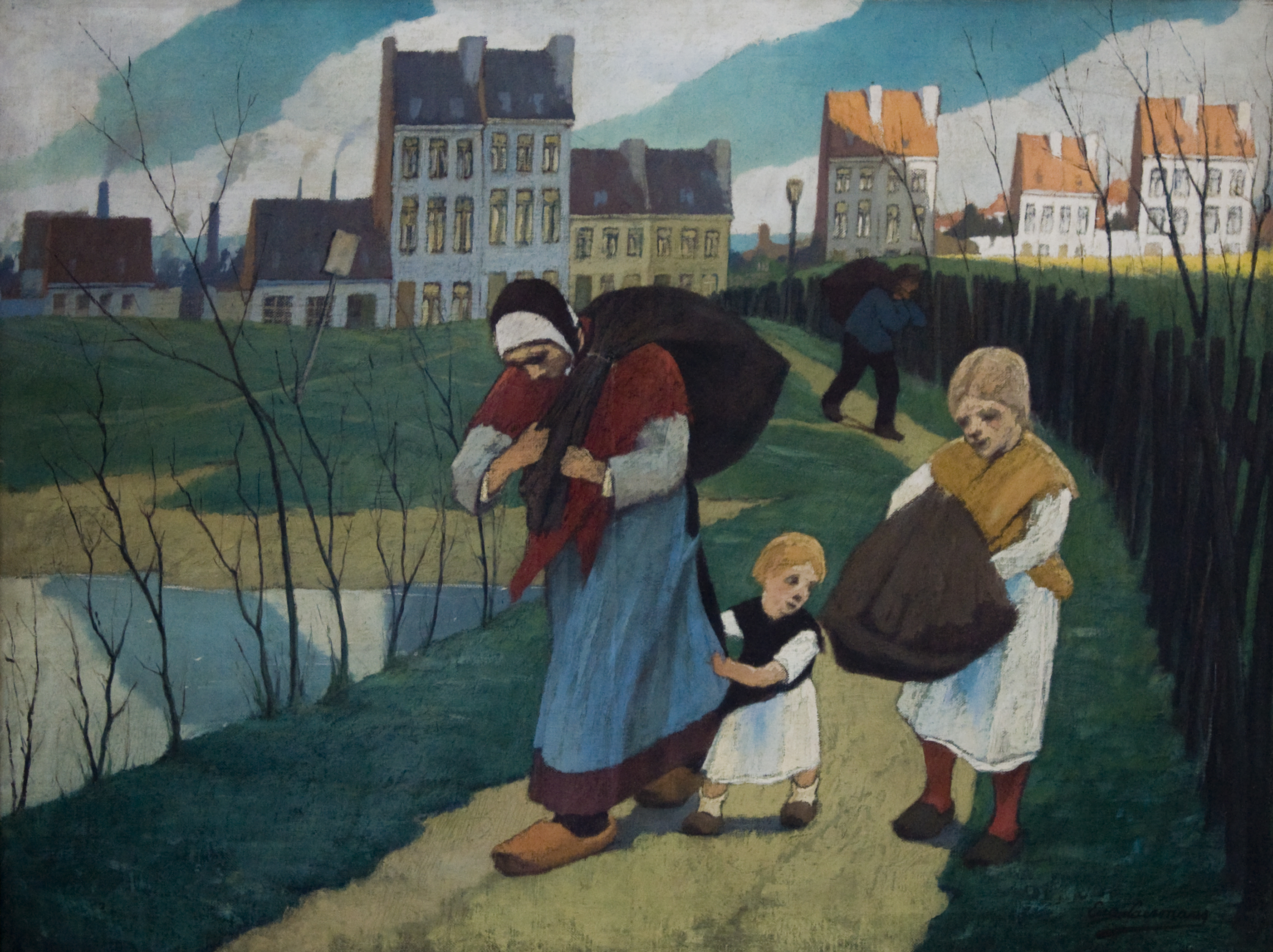
Gli straccivendoli

Laermans fu un artista conosciuto ma non del tutto riconosciuto dalla Storia dell'Arte belga. A causa della sua tragica esistenza, fu considerato come un solitario che aveva una particolare sensibilità verso la sorte della gente umile. Artista impegnato, pittore dei poveri, dei contadini in miseria, degli emigranti, dei mendicanti e degli esiliati, delle periferie urbane: Un Soir de Grève o Le Drapeau rouge (Una sera di sciopero o La bandiera rossa) del 1893; Les Émigrants, trittico del 1896, sono dei quadri rappresentativi della sua personale rivolta sociale dinnanzi alla miseria del proletariato.

Dipinse quelle folle sorde e mute che sembrano procedere verso un addio o verso la morte. Così, con un'ampiezza quasi cinematografica di movimenti, egli mette in scena i suoi quadri.
Le persone "in marcia" sotto un cielo di tempesta, i lampi di luce viva, le acque scintillanti, le case bianche e le palizzate sono gli elementi ricorrenti delle sue opere che gli esseri umani sembrano solamente attraversare. In quel Paese industriale, il paese nero, dove è la condizione umana a catturare l'interesse del pittore, egli è il testimone di quei problemi sociali generati dallo stesso contesto sociale della sua epoca, con un realismo e una convinzione che non nascondono un certo idealismo.
Laermans fu il pittore delle anime mute, prigioniere di una storia che parla per esse. Non fu, certamente, il solo artista belga a voler inserire i temi sociali nell'arte, ma è comunque il pittore di un fenomeno assai specifico, come dimostrano anche i lavori di Constantin Meunier, Joseph Stevens, Adrien-Paul Duerinckx, Charles Hermans, Léon Frédéric, Charles de Groux, Henri Luyten. Laermans si colloca, con Constantin Meunier, fra i precursori dell'espressionismo wallone, di Marcel Caron, di Joseph Lacasse o di Gustave de Smet.
Nel 1851, Gustave Courbet esponeva al Salon di Bruxelles i suoi Spaccapietre (distrutto) e la realtà che essi rappresentavano entrava nella Storia dell'Arte con l'impeto di una rivolta.

## Opere
- L'ivrogne, 1898, Musei reali di belle arti del Belgio - Bruxelles
- Baigneuses, 1907, olio su tela, (150x121cm), Museo di belle arti di Gand
- Fin d'Automne o L'Aveugle, 1899, olio su tela (121x150 cm), Musée d'Orsay Parigi, sala dei "Naturalisti"
- Musei reali di belle arti del Belgio - Bruxelles:
  - Le Mort, 1904, olio su tela, (121,5x175,5 cm)
  - Le Repos sur la colline , 1923, olio su tela, (150x200 cm)
  - l'Hiver , 1905, olio su tela, (70x140 cm)
- Museo reale di belle arti di Anversa:
  - L'Aveugle , 1898, olio su tela, (134x174 cm), medaglia d'argento all'Esposizione universale di Parigi del 1900
  - Les Émigrants, triptyque, 1896, olio su tela, (159x98 cm), a sinistra: Vers le port; a destra: Adieux, pannello centrale: Dernier regard
- Les Intrus , 1903, olio su tela, (151x200cm), Museo d'arte moderna e contemporanea di Liegi
- La promenade, 1907, olio su tela, (130x175 cm), Museo Charlier, Bruxelles
- L'Eau songeuse , 1898, olio su tela, (66x114 cm), Museo di belle arti di Mons
- L'Enterrement , 1902, olio su tela, (60x80 cm), Museo comunale d'Ixelles

### Mostra recente
1995. Presso "Le Botanique" a Bruxelles

## Galleria d'immagini

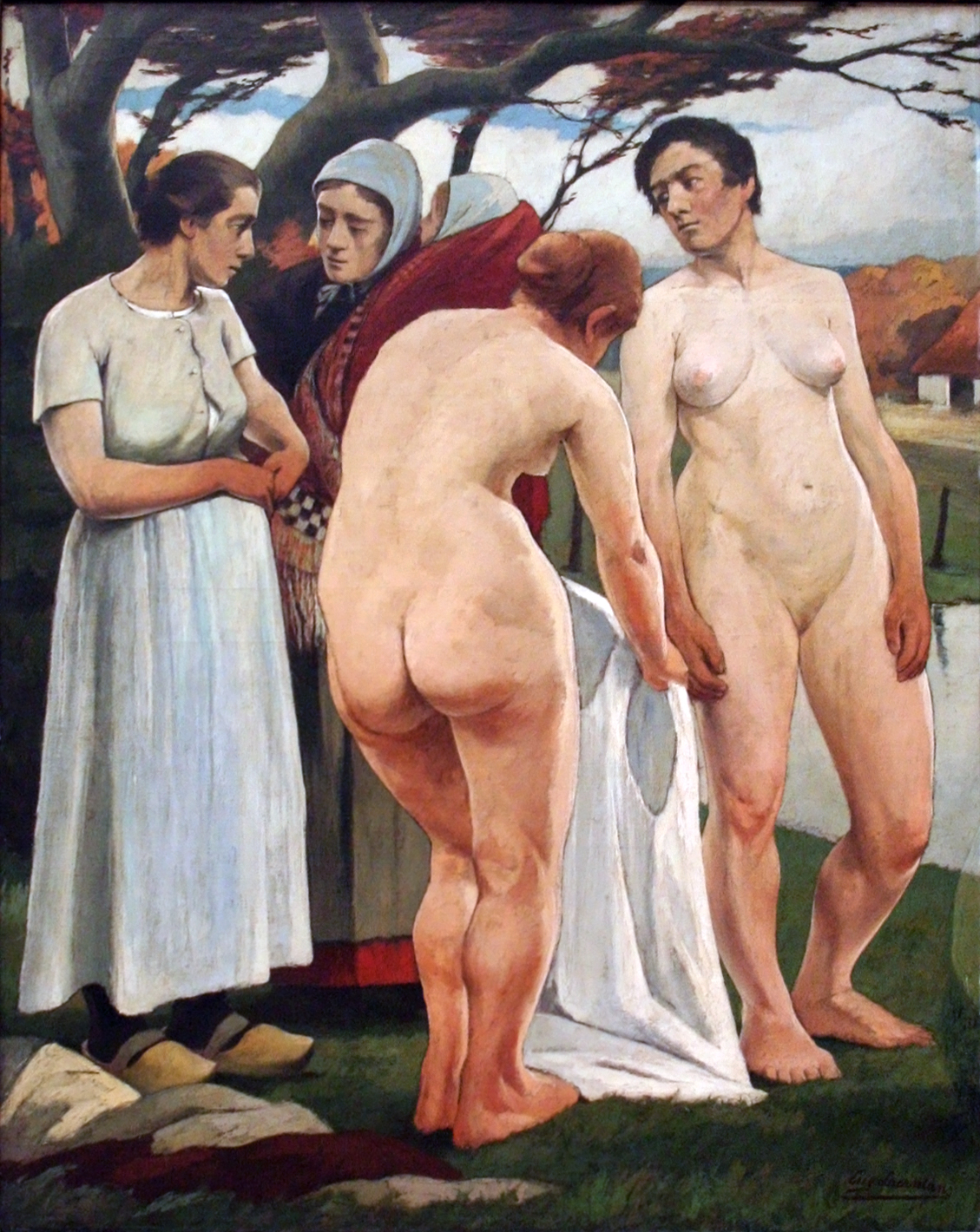
Bagnanti
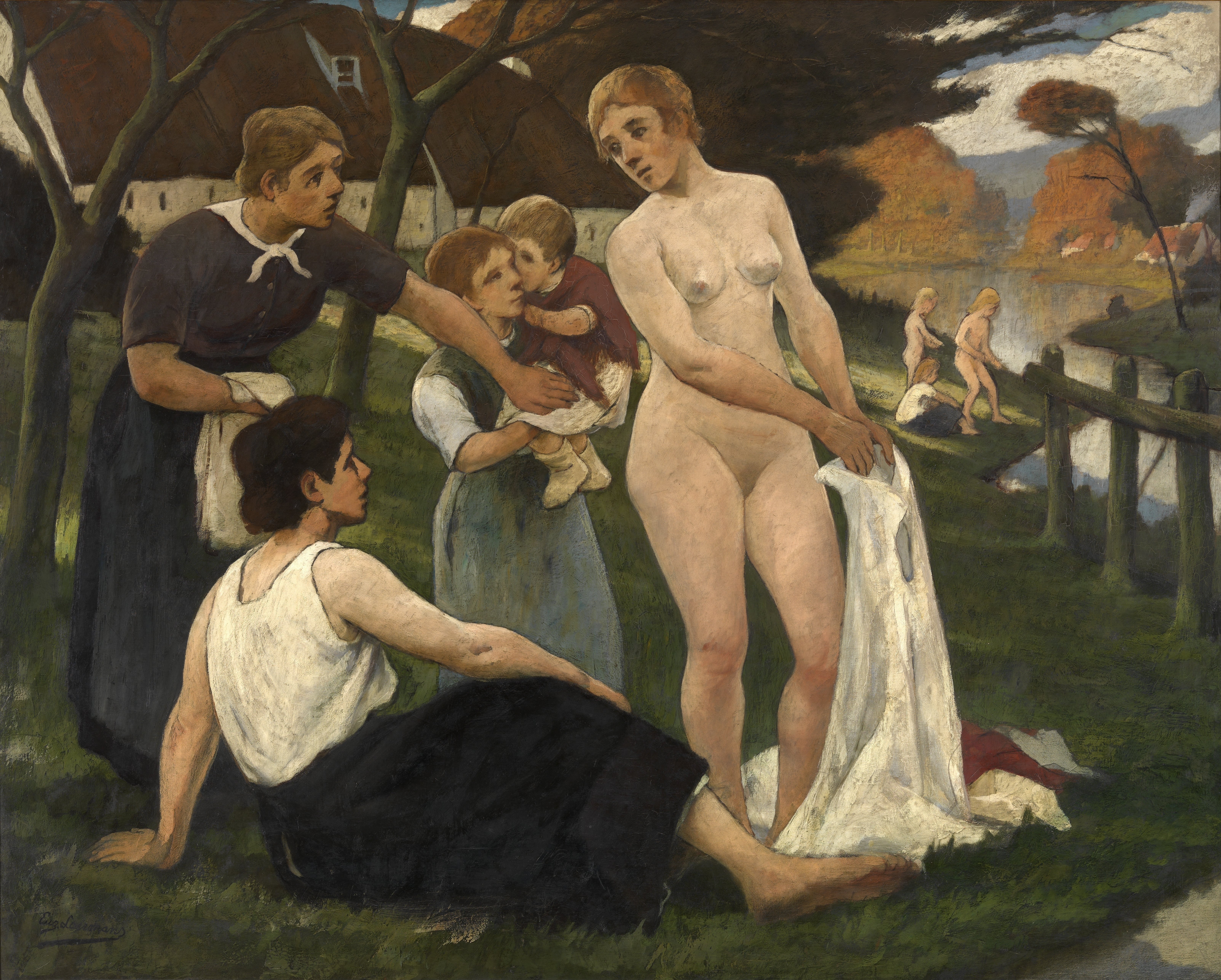
Oasi
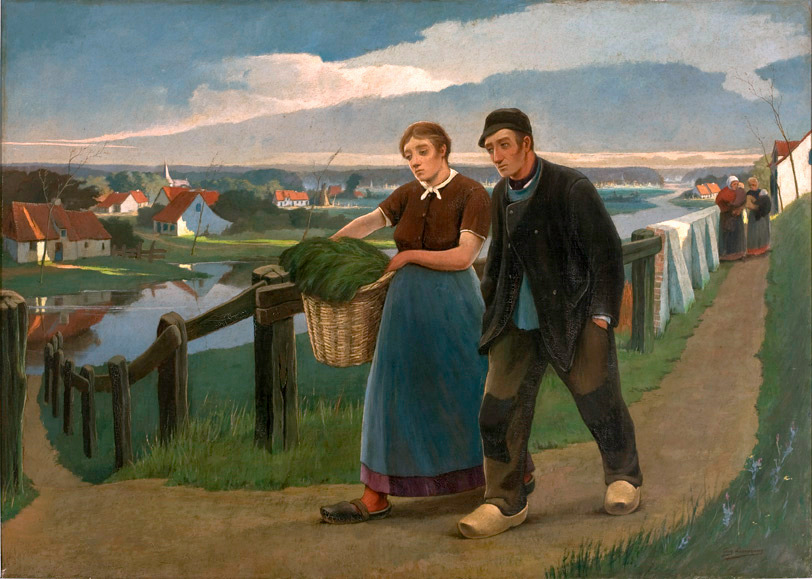
Paesaggio con contadini
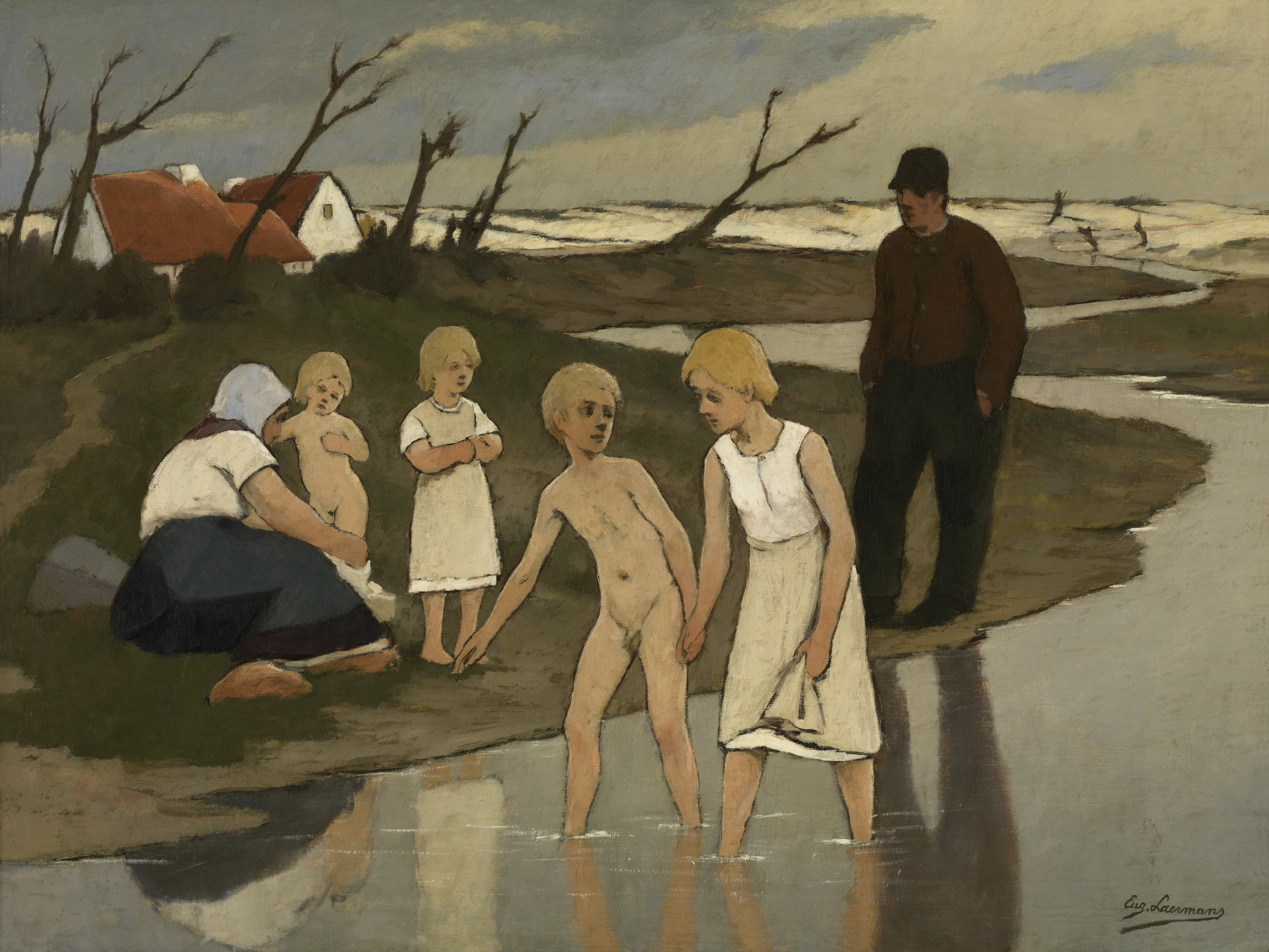
Bambini al bagno

## Onorificenze
- 1919: Commendatore dell'"Ordine della Corona"[3].
- 1922: Membro dell'"Accademia reale di scienze, lettere e belle arti del Belgio"
- 1927: Creato Barone Laermans[4].